# Tuchów
Tuchów är en stad i Lillpolens vojvodskap i sydöstra Polen.